# Opérateur de transfert
En mathématiques, l'opérateur de transfert encode l'information d'une application itérée et est fréquemment utilisé pour étudier le comportement des systèmes dynamiques, de la mécanique statistique, du chaos quantique et des fractales. L'opérateur de transfert est quelquefois appelé l'opérateur de Ruelle, en l'honneur de David Ruelle, ou l'opérateur de Ruelle-Perron-Frobenius faisant référence à l'applicabilité du théorème de Perron-Frobenius pour la détermination des valeurs propres de l'opérateur.
La fonction itérée étudiée est une application 
{\displaystyle f:X\rightarrow X} d'un ensemble arbitraire {\displaystyle X}. L'opérateur de transfert est défini comme un opérateur {\displaystyle {\mathcal {L}}\,} agissant sur l'espace des fonctions {\displaystyle \Phi :X\rightarrow \mathbb {C} } comme 
{\displaystyle ({\mathcal {L}}\Phi )(x)=\sum _{y\in f^{-1}(x)}g(y)\Phi (y)\,}
où {\displaystyle g:X\rightarrow \mathbb {C} } est une fonction auxiliaire de pondération. Lorsque {\displaystyle f} possède un déterminant jacobien {\displaystyle J}, alors {\displaystyle g} est généralement choisie égale à {\displaystyle 1/|J|}.
Certaines questions à propos de la forme et la nature de l'opérateur de transfert sont étudiées dans la théorie des opérateurs de composition (en).

## Applications
Considérant que l'itération d'une fonction {\displaystyle f} conduit naturellement à l'étude des orbites des points de X sous l'itération (l'étude des systèmes dynamiques), l'opérateur de transfert définit comment les applications (continues) évoluent sous l'itération. Ainsi, les opérateurs de transfert apparaissent fréquemment dans les problèmes de physique, tels que le chaos quantique et la mécanique statistique, où l'attention est concentrée sur l'évolution temporelle des fonctions continues.
L'opérateur de transfert est souvent positif, à valeurs propres (réelles positives) discrètes, la plus grande étant égale à 1. Pour cette raison, l'opérateur de transfert est quelquefois appelé l'opérateur de Perron-Frobenius.
Les fonctions propres de l'opérateur de transfert sont habituellement fractales. 
Lorsque le logarithme de l'opérateur de transfert correspond au hamiltonien quantique, les valeurs propres seront typiquement très rapprochées, et ainsi, même un ensemble très étroit et sélectionné attentivement d'états quantiques sera composé d'un grand nombre d'états propres fractals très différents avec un support non nul sur le volume entier[pas clair]. Ceci peut être utilisé pour expliquer beaucoup de résultats issus de la mécanique statistique classique, incluant l'irréversibilité du temps ainsi que l'augmentation de l'entropie.
L'opérateur de transfert de l'application de Bernoulli {\displaystyle b(x)=2x-\lfloor 2x\rfloor \,} est résoluble exactement et est un exemple classique de chaos déterministe ; les valeurs propres discrètes correspondent aux polynômes de Bernoulli. Cet opérateur possède aussi un spectre continu constituant la fonction zêta de Hurwitz.
L'opérateur de transfert de l'application de Gauss {\displaystyle h(x)=1/x-\lfloor 1/x\rfloor \,} est appelé l'opérateur de Gauss-Kuzmin-Wirsing (GKW) et en raison de son extraordinaire difficulté, n'a pas encore été pleinement résolu. La théorie de l'opérateur GKW remonte à l'hypothèse faite par Gauss sur les fractions continues et est fortement reliée  à la fonction zêta de Riemann.